# Бэнкрофт, Ричард
Ричард Бэнкрофт (англ. Richard Bancroft; 1544, Фарнуэрт — 2 ноября 1610, Лондон) — Епископ Лондонский (1597—1604), 74-й архиепископ Кентерберийский (1604—1610).

## Биография

### Происхождение
Ричард Бэнкрофт родился в Фарнуорте (Ланкашир), крещён в соседнем г. Прескот 12 сентября 1544 года. Второй сын Джона Бэнкрофта и Мэри Карвен, дочери Джеймса Карвена и племянницы Хью Карвена, католического архиепископа Дублина (1555—1567) и епископа Оксфорда (1567—1568).

### Ранние годы
Начал образование в грамматической школе Фарнуорта. Из-за финансовых трудностей довольно поздно поступил в Колледж Христа (Кембридж) (двоюродный дед по матери архиепископ Карвен предоставил ему пребенду в дублинском соборе Святого Патрика для обеспечения надлежащего дохода) и в 1567 году окончил его со степенью бакалавра искусств. Затем он поступил в кембриджский колледж Иисуса в качестве тьютора, в 1572 году получил там степень магистра искусств, а в 1585 году — степень доктора теологии в Кембриджском университете.

### Церковная карьера: соратник архиепископа Уитгифта
В 1574 году епископ Эли Ричард Кокс, посещавший время от времени колледж Иисуса, рукоположил Бэнкрофта в священнический сан и сделал его одним из своих капелланов, а впоследствии оказывал ему покровительство и в некоторых случаях поручал представлять епископа в улаживании конфликтных ситуаций с духовенством епархии. Епископ Кокс умер в 1581 году, и Бэнкофт вошёл в состав комиссии, управлявшей епархией Эли, пока кафедра оставалась вакантной. В 1583 году он был направлен в качестве университетского проповедника в Бери-Сент-Эдмундс для противодействия Роберту Брауну, который распространял в тех местах своё учение конгрегационализма.
Новый архиепископ Кентерберийский Джон Уитгифт развернул в 1583 году кампанию борьбы с пуританским течением, и Бэнкрофт стал заметным публицистом, выступая в поддержку архиепископа. В 1584 году Бэнкрофт стал настоятелем церкви Святого Андрея в Лондоне на улице Холборн. В 1586 году он стал казначеем собора Святого Павла и ректором церкви в Коттингеме (Нортгемптоншир), в 1587 году — каноником Вестминстерского аббатства.
В 1588 году увидели свет так называемые «трактаты Марпрелата» — серия сатирических памфлетов, направленных против англиканских епископов и архиепископа Кентерберийского Уитгифта. Бэнкрофт сумел установить местонахождение подпольной типографии и давал показания в Звёздной палате против задержанных по этому делу. Однако, он не ограничился применением силы и 9 февраля 1589 года прочитал проповедь с кафедры под открытым небом перед прежним собором Святого Павла, стоявшим на месте современного, в которой дал ответы на претензии неизвестного автора сатир к англиканскому духовенству. Проповедь была в том же году опубликована (A Sermon Preached at Paules Crosse) и принесла автору известность. В 1592 году Бэнкрофт стал одним из капелланов архиепископа Уитгифта и в 1593 году опубликовал две книги в защиту официальной церкви: A Survay of the Pretended Holy Discipline (с анализом истории Реформации в Европе) и Daungerous Positions and Proceedings, Published and Practiced within this Iland of Brytaine, under the Pretence of Reformation, and for the Presbiterial Discipline (с критикой пуританских идей, посягающих на права епископата).
В 1597 году Бэнкрофт был рукоположён на Лондонскую епископскую кафедру, хотя в числе противников такого назначения состоял крайне влиятельный лорд-казначей Бёрли. В должности епископа Бэнкрофт придавал большое значение мерам по обеспечению дисциплины и надлежащего поведения подведомственного ему духовенства.
24 октября 1603 года новый король Яков издал прокламацию о созыве конференции для решения проблем церковного устройства, вызывающих споры в обществе. Конференция состоялась 14, 16 и 18 января 1604 года во дворце Хэмптон-корт, поскольку Лондон был охвачен чумой. Делегацию пуритан возглавил Джон Рейнольдс, Бэнкрофт вошёл в епископскую делегацию из девяти иерархов, но, по мнению многих исследователей, проявил в ходе дискуссий больше активности и непреклонности, чем архиепископ Уитгифт (получив однажды даже замечание от короля) и фактически захватил лидерство. Споры не привели участников конференции к какому-либо результату, и король Яков назначил очередную сессию на март. К тому времени архиепископ Уитгифт умер, и к новому заседанию Бэнкрофт подготовил для утверждения сборник из 141 церковного канона, принятых в правление Эдварда VI и Елизаветы. Однако, парламент отказался его поддержать, сочтя такое требование угрозой для свобод подданных королевства.

### Архиепископ Кентерберийский
Король подписал разрешение выбрать Бэнкрофта архиепископом Кентерберийским только 6 октября 1604 года, поскольку у него имелось несколько сильных соперников; 10 декабря 1604 года состоялась интронизация. 22 декабря 1604 года архиепископ уже разослал по епархиям циркуляр с требованием решительно отстранять от должностей священнослужителей, отказывающихся выполнять требования Акта о единообразии. Летом 1605 года Бэнкрофт совершил архипастырские визиты в десять епархий, добиваясь жёстких мер к пресечению злоупотреблений со стороны священников, вызывавших раздражение парламента. В ходе своих поездок и в письмах архиепископ в первую очередь уделял внимание повышению стандартов проповеди и катехизации, а также стремился искоренить случаи постоянного отсутствия священников в своих приходах, что вызывало неудовольствие заметной части духовенства.
Воцарение короля Якова вызвало в католических кругах надежды на ослабление преследований, в частности, на декриминализацию отказа посещать англиканские богослужения. Тем не менее, Бэнкрофт своей бескомпромиссной позицией добился продолжения прежней политики. В 1608 году Бэнкрофт стал церковным канцлером Оксфордского университета и отказался удовлетворить просьбу отстранённого каноника колледжа Крайст-Чёрч Хамфри Лича о восстановлении в прежней должности (позднее Лич бежал в Рим). В 1609 году Бэнкрофт потребовал, чтобы в каждом приходе хранился экземпляр книги епископа Джона Джуела Apologie (классический труд в защиту церкви Англии). Одновременно архиепископ поддерживал усилия короля Якова по учреждению Церкви Шотландии. Кроме того, прерогативы церковной власти подвергались давлению со стороны власти судебной, прежде всего в лице Эдварда Кока. Его противостояние с Бэнкрофтом на предмет правомочий в случаях, затрагивающих дела церкви, продолжалось годами, но даже король не сумел поставить в нём точку.
Ричард Бэнкрофт умер в Ламбетском дворце 2 ноября 1610 года и похоронен через два дня в ламбетской приходской церкви.